# Ramón Ángel Fernández Docobo
Ramón Ángel Fernández Docobo (Ribadeo, Lugo, España, 15 de septiembre de 1962) es un exfutbolista español que se desempeñaba como guardameta.

## Clubes
| Club                         | País   | Años      |
| ---------------------------- | ------ | --------- |
| R. C. Deportivo de La Coruña | España | 1981-1989 |
| S. D. Compostela             | España | 1991-1995 |